# Kedvencek temetője 2.
A Kedvencek temetője 2 (Pet Sematary II) 1992-ben bemutatott amerikai horrorfilm, az 1989-ben bemutatott Kedvencek temetőjének a folytatása. Az első rész sikere után az alkotók úgy döntöttek, hogy elkészítik a folytatást. A film rendezését Mary Lambertre bízták, aki korábban a Kedvencek temetőjét rendezte. A főbb szerepekben Edward Furlong, Anthony Edwards, Clancy Brown és Jared Rushton látható.
A második rész szervesen kapcsolódik az első részhez, a történet a 3 évvel korábbi ludlowi tragédiák után játszódik. Bár a szereplők kicserélődtek, de sokszor utalnak az első rész szereplőire. Jeff anyja tragikus elvesztése után, a  fiú apja úgy dönt hogy jobb lesz, ha a nyüzsgő Los Angelesből  egy csendes új-angliai kisvárosba költöznek, ahol talán könnyebben fel tudják dolgozni felesége halálát. De Ludlow nem az a tipikus csendes kisváros ahogy gondolták. Korábban szörnyű természetfeletti dolgok történtek itt, melyet már a helyiek egy része csak legendának tart. Beköltözésük után a régi események megismétlődnek, és a Matthews család is megismeri az indiántemető hatalmát, mely korábban tönkretette a Creed családot is.

## Cselekmény
|  | Alább a cselekmény részletei következnek! |

Az első film eseményei után pár évvel Renee Hallow színésznő egy horrorfilm forgatásán halálos áramütést szenved tizenhárom éves fia, Jeff szeme láttára. A nő temetését követően a fiú apja, Chase úgy dönt, elhagyják Los Angelest és a Maine állambeli Ludlowba költöznek. Az apa a helyi állatorvosi rendelőben vállal praxist, amely állás már évek óta betöltetlen. Fiával úgy döntenek, rendbe hozzák a lepusztult épületet, eközben kismacskákra bukkannak, melyek közül egyet Jeff fogad örökbe. Pár perc múlva megérkezik az első páciens, a helyi seriff Gus és annak mostohafia, Drew hozza be kutyájukat. Az arrogáns Gus nincs tekintettel a gyászolókra, Jeffnek elmondja, hogy anyjával régen testi-lelki jó barátok voltak.
Jeff első napja rosszul kezdődik az iskolában, a ludlowi srácok közül Clyde és barátai rászállnak, kigúnyolják és kiközösítik, mert az édesanyja híres színésznő volt. Az iskola után elveszik tőle a macskáját, amit Jeff becsempészett az iskolába. Jeff utánuk ered és a kedvencek temetőjénél találkozi Drew-val. Egyik este Gus agyonlövi Dew kutyáját, Zowie-t, melyet ezután Drew Jeff segítségével temet el a kedvencek temetőjén túli indiántemetőben. Este Zowie visszatér a halálból, sebeit Chase látja el, döbbenten tapasztalva, hogy az állatnak nincs szívverése. A diákok Halloweenre készülnek és a Kedvencek temetőjében gyülekeznek, köztük Jeff és Drew is. A fiatalok rémtörténeteket mesélnek egymásnak, amikor megjelenik Gus seriff, hogy hazavigye fiát. A gyerekek hazarohannak, de Gus elkapja Drewt és meg akarja verni. Zowie gazdája védelmére kelve megöli a seriffet. A két fiú elássa a seriff testét az indiántemetőben.
Gus visszatér a sírból, halála óta jócskán megváltozva. Szűkszavúvá és esetlenné válik, mostohafiával kedvesebben viselkedik, ám feleségét szexuálisan bántalmazza és brutálisan végez házinyulaival is. Jeff hazafelé biciklizik, amikor Clyde megtámadja. Gus felbukkan és megöli a kötekedő fiút, Drew szeme láttára. Drew hazamenekül, majd anyjával együtt autóba ülve igyekeznek megszökni Gus elől, de a seriff üldözőbe veszi és leszorítja őket az útról. Drew és anyja egy kamionnak csapódva meghalnak. Gus visszamegy Clyde holttestéért és eltemeti az indiántemetőben.
Chase-t telefonon értesítik arról, hogy felesége sírját megrongálták. Gus kiásta a holttestet és magával vitte az indiántemetőbe, ahol Jeff saját maga akarja eltemetni anyját. Chase elmegy Gushoz, hogy számon kérje a történtekért, de Zowie rátámad Chase-re, akinek sikerül végeznie a kutyával. A két férfi összeverekszik, Chase megöli Gust. Chase házvezetőnője, Marjorie Hargrove hangokat hall a padlásról. Itt meglátja az elhunyt színésznő pompás ruháit, aminek nem tud ellenállni és felpróbálja őket. Hátrafordulva az elhunyt Renee-t látja meg, aki visszatért a sírból és most végez a lánnyal. Chase hazaérve észreveszi Marjorie holttestét és találkozik halott feleségével is, akitől próbálja eltávolítani fiát. Jeff engedelmeskedik apjának, de mikor kinyitja az ajtót, Clyde áll vele szemben, aki meg akarja ölni Jeffet. A két fiú összeverekszik, végül Jeff megöli Clyde-ot.
Az anya felgyújtja a házat és arra kéri fiát, maradjon vele együtt a halálban. Jeff és apja kimenekül az épületből, mialatt Renee-t elemésztik a lángok. A film végén Chase bezárja az állatorvosi rendelőt és fiával elköltöznek Ludlowból.
|  | Itt a vége a cselekmény részletezésének! |

## Szereplők
| Színész          | Szerep                | Magyar hang     |
| ---------------- | --------------------- | --------------- |
| Edward Furlong   | Jeff Matthews         | Haumann Máté    |
| Jason McGuire    | Drew Gilbert          | Bartucz Attila  |
| Anthony Edwards  | Chase Matthews        | Schnell Ádám    |
| Darlanne Fluegel | Renee Hallow-Matthews | Tallós Rita     |
| Jared Rushton    | Clyde Parker          | Szuper Levente  |
| Sarah Trigger    | Marjorie Hargrove     |                 |
| Lisa Waltz       | Amanda Gilbert        |                 |
| Clancy Brown     | Gus Gilbert seriff    | Gesztesi Károly |
| Jim Peck         | Quentin Yolander      | Buss Gyula      |
| Len Hunt         | Rendező               | Galambos Péter  |

## Érdekességek
- Mikor a diákok Halloweent tartanak a Kedvencek Temetőjében, Clyde elmeséli Ellie Creed történetét, aki egyedüliként maradt életben a Creed családból az előző részben. Szerinte Ellie Creed megőrült és megölte a nagyszüleit. Ezután elmegyógyintézetbe zárták ahonnan megszökött, s állítólag Ludlowba tart. Ennek igazságtartalmáról nem tudunk meggyőződni a film során, így lehet hogy csak Clyde élénk képzeletében történt meg mindez.
- A Kedvencek temetője filmnek a Ramones zenekar szerezte a film zenéjét, és a második részben is van egy szám amit ők szereztek.
- A filmben Darlanne Fluegel egy színésznőt alakít. Halála után férje a Tv-ben az egyik filmjét nézi, az a jelenet a Volt egyszer egy Amerikából van, melyben Darlanne Fluegel a filmben Eve szerepét alakította.
- A filmben van egy jelenet ahol Edward Furlong biciklivel menekül és üldözi Clyde. 1992-ben nem ez volt az első filmje melyben kétkerekű járművel menekül, a Terminátor 2-ben motorbiciklivel menekült üldözője elől.
- Amikor Jeff macskáját elrabolják egy pillanatra látjuk amint elhaladnak Clydék Creedék háza előtt, amely ház előtt még kint áll a család neve, de szemmel láthatóan üres a ház.

## Bakik
- A Kedvencek temetője film előző részében Creedék macskáját Churchnek hívták, a fordítók elkövették azt a hibát hogy lefordították a macska nevét. A második részben Quentin Yolander egykori állatorvos, elmeséli Chase-nek hogy már találkozott élőhalott állattal mégpedig Creedék Oltár nevű  macskájával.
- Zowie miután visszatért a halálból, a szőrszíne különböző árnyalatokban látható más más képsorokban.
- Mikor  Gust eltemetik Jeffék, földet dobnak a halottra, és egy pillanatra látható amint megrezzen a szeme amikor eltalálja egy kis földdarab.
- Gus mikor megöli Clyedot az arcát beteríti a fiú vére. Mikor felnéz és észreveszi Drewt megtörli az arcát de csak még jobban szétkeni vele a vért az arcán, a következő képsorokon pedig tiszta az arca.
- Az előző részben Louis Creed csákányt és lapátot vitt magával, mert olyan kemény volt a föld hogy szikrázott mikor belevágott a csákánnyal. A második részben Drew egy lapáttal is könnyedén kiásta a földet melyben nem látható kő.

## Filmzene
| - "I've Got Spies" Írta: John Easdale Előadja: Dramarama - "Revolt" Írta: Inger Lorre and Jet Freedom Előadja: The Nymphs - "Shitlist" Írta: Donita Sparks Előadja: L7 - "The Slasher" Előadja: Robert J. Walsh | - "Fading Away" Írta: Mark Governor Előadja: Jan King - "Love Never Dies" Írta: Mark Governor Előadja: Traci Lords - "Reverence" Írta: Jim Reid és William Reid Előadja: The Jesus & Mary Chain - "Gush Forth My Tears" Írta: William Holborne Előadja: Miranda Sex Garden | - "Poison Heart" Írta: Dee Dee Ramone és Daniel Rey Előadja: Ramones - "Ride On" Írta: Mary Cassidy, Steve Cozzi és Steve Ferrera Előadja: Lulabox |